# Mlaștinile Satchinez
Mlaștinile Satchinez formează o rezervație naturală ornitologică care se întinde pe 242 de hectare în hotarul localității Satchinez, din județul Timiș. A fost înființată în anul 1942, la propunerea ornitologului Dionisie Linția, cuprinzând terenuri mlăștinoase în aval de Satchinez (Jurn. Cons. Min. nr. 1166/1942). 
În prezent, rezervația are suprafața de 1194 ha, iar structura acesteia este următoarea:
- 122 ha – rezervația propriu-zisă;
- 1.072 ha – zona tampon de tip mozaic, ce cuprinde: 
  - Acumularea Satchinez;
  - Balta Bărăteaz;
  - Balta Mare și Balta Zootehnie;
  - Balta Verbuncu.

Este supranumită „Delta Banatului”. Aici trăiesc 40% dintre speciile de păsări întâlnite pe teritoriul României.

## Specii protejate
Între speciile protejate care cuibăresc aici se numără ciocîntorsul (Recurvirostra avosetta), egreta mică (Egretta garzetta), egreta mare (Egretta alba), piciorongul (Himantopus himantopus), stârcul cenușiu (Ardea cinerea),  stârcul galben (Ardeola ralloides), stârcul pitic (Ixobrychus minutus), stârcul roșu (Ardea purpurea),  stârcul de noapte (Nycticorax nycticorax) și altele.

## Rezervatia ornitologica
Rezervația naturală propriu- zisă are o suprafață de 75 ha, iar în zona tampon prin ultima hotărâre a consiliului Timiș din 2002 a fost mărită la 1120 ha, suprafața totală fiind de 1200 ha. Această rezervație a fost declarată arie protejată și a intrat în 1999 în proiectul LIFE NATURA care s- a derulat în 2 etape. Comisia Europeană investește la Satchinez mai  mult de 3,5  miliarde de lei (1270 000 de euro) se vor cheltui până în august 2002 la Satchinez pentru refacerea și conservarea mlaștinilor din zonă. Investiția, consfințită și printr-o Hotărâre de Guvern (nr. 1.335/2000), este finanțată în proporție de 75% din fonduri nerambursabile acordate de Comisia Europeană, prin Programul LIFE-NATURA, diferența de 25% reprezentând contribuția statului român. 
Acest habitat natural este o reminiscență a vechilor mlaștini care acopereau până la mijlocul secolului al VIII- lea aceste ținuturi. 
Perioada în care pot fi văzute păsările în rezervație este între 15 aprilie – 15 septembrie, dar în toamnele și iernile mai blânde se întâmplă să mai rămână câte un exemplar din păsările migratoare pe aceste meleaguri. 
Alături de păsările care sunt stăpânul de drept al rezervației au fost văzute o serie de animale sălbatice precum: vulpea, iepurele, căprioara, porcul mistreț. 
Vegetația luxuriantă existentă în perimetrul rezervației propriu- zise constituie un excelent camuflaj pentru cuibărit și clocit. Ochiurile deschise de apă în mijlocul bălților sunt înconjurate de fâșii de stufăriș. Salciile și florile sălbatice în special trandafirii sălbatici completează peisajul de vis.